# Miguel Castro Reynoso
Miguel Castro Reynoso (Guadalajara, Jalisco, 21 de enero de 1975) es un político mexicano. Fue dos veces presidente del municipio de Tlaquepaque, excandidato a la gubernatura del Estado por el Partido Revolucionario Institucional.
Fungió como Secretario de Vinculación con la Sociedad Civil del CEN del PRI.

## Biografía
Miguel Castro es hijo de Miguel Castro y Esperanza Reynoso. Cursó la educación primaria en la escuela "Justo Sierra"; la secundaria en la escuela Federal No. 29; y el bachillerato en la Universidad del Valle de Atemajac.[cita requerida]
Es licenciado en Contaduría Pública por la Universidad Panamericana (México) con especialización en Políticas públicas, Marketing político y Gubernamental.[cita requerida]
Casado con Patricia Jaime, con quien tiene tres hijas: Melissa, Inés y Regina.[cita requerida]

### Carrera política
En 2003 fue postulado como candidato a presidente municipal de Tlaquepaque de cara a las elecciones estatales de Jalisco de 2003, siendo postulado por el Partido Revolucionario Institucional, resultando electo, tomando protesta el 1 de enero de 2004, terminando su gestión el 1 de diciembre de 2006.
En 2004 fue nombrado Vicepresidente de la Asociación de Ediles de Jalisco. Posterior a ello fue Vicepresidente de la Asociación Nacional de Presidentes Municipales.
En las Elecciones estatales de Jalisco de 2009 fue nuevamente el candidato ganador de la presidencia municipal de Tlaquepaque para el período comprendido entre 2010 y 2012, siendo el primero en ese municipio en ser reelegido en un período no consecutivo.
En 2012 fue elegido Diputado Local por el Distrito 14 de Guadalajara (México), convirtiéndose en el coordinador de la Fracción Parlamentaria del Partido Revolucionario Institucional para la LX Legislatura del Congreso de Jalisco. Entre sus iniciativas están la de hacer desaparecer pagos extraordinarios que se asignaban como gastos parlamentarios y sobre todo el presupuesto asignado para el mantenimiento de las casas de enlace legislativas que ascendía a un poco más de un millón de pesos anuales por cada una de ellas.
El trabajo parlamentario que realizó permitió sacar adelante nuevas dependencias como la Fiscalía General del Estado, algunos institutos y modificaciones a la estructura de Gobierno que le dio mayor funcionalidad. Además, promovió la creación y actualización de figuras de participación social como los presupuestos participativos, basados en la participación y gestión de la ciudadanía, a través de la cual, esta se convierte en sujeto activo del desarrollo al proponer y decidir de manera directa sobre el destino de una parte o porcentaje de los recursos públicos de un determinado nivel de gobierno;. Entre otras iniciativas promueve la figura del plebiscito, la figura del Referéndum, la ley de participación e Iniciativa ciudadana, la ley de Revocación de mandato, la iniciativa de propuesta popular y el observatorio ciudadano. Además impulsó iniciativas de sus compañeros diputados, entre ellas "Fuera el fuero", y "partidos a la mitad", está última referida al financiamiento público de los partidos políticos.
Algunas de sus iniciativas llegaron incluso a la siguiente legislatura, la LXI Legislatura del Congreso de Jalisco, en donde se han discutido y aprobado, como la llamada "BiciLey" para el fomento de la bicicleta como medio de transporte sustentable. 
Otra iniciativa que fue discutida en la siguiente legislatura fue la de Sextorsión.
Otro de sus logros fue promover el arresto administrativo por conducir un automóvil bajo los influjos del alcohol.
En 2015 pidió licencia para ser nombrado Titular de la Secretaría de Desarrollo e Integración Social, dependencia responsable de aplicar en todo el territorio Jalisciense, programas sociales dirigidos a grupos vulnerables. En esa secretaría impulsó el programa "Vamos Juntos", un ejercicio de participación ciudadana en la decisión de que obras se deben hacer en todas las comunidades de Jalisco. También creó el programa "Familia sin fronteras" que permitió el reencuentro temporal de familias dividas por la migración.
En 2018 es designado como Candidato a Gobernador por el Estado de Jalisco.
En septiembre de 2018, Claudia Ruiz Massieu lo designó como Secretario de Vinculación con la Sociedad Civil del Comité Ejecutivo Nacional del Partido Revolucionario Institucional. donde rescata la memoria de los personajes populares de San Pedro, Tlaquepaque.